# Ronaldinho
Ronaldinho lub Ronaldinho Gaúcho (wym. [ʁonawˈdʒĩɲu gaˈuʃu]; właśc. Ronaldo de Assis Moreira; ur. 21 marca 1980 w Porto Alegre) – brazylijski piłkarz, który grał zazwyczaj na pozycji pomocnika lub napastnika, mistrz świata 2002, mistrz Ameryki Południowej 1999, zwycięzca Ligi Mistrzów UEFA 2005/2006. Posiada obywatelstwo brazylijskie i hiszpańskie.
Został dwukrotnie uznany Piłkarzem Roku przez FIFA (2004, 2005), a także UEFA w roku 2005, a magazyn France Football w 2005 roku nagrodził go Złotą Piłką. W 2004 roku został wybrany przez Pelégo na listę FIFA 100 (100 najlepszych żyjących piłkarzy w historii).
W 2018 ukarany za budowanie platformy rybackiej w strefie ochronnej jeziora Guaíba, przez co stracił brazylijski paszport. Dwa lata później został zatrzymany na terenie Paragwaju, gdzie posługiwał się sfałszowanymi dokumentami.

## Życiorys
Ronaldo de Assis Moreira urodził się 21 marca 1980 roku w Porto Alegre. Dzieciństwo spędził w jednej z ubogich dzielnic tego miasta – Vila Nova. Koledzy ze szkoły nazywali go czarnym snajperem bramek, gdyż już w szkole podstawowej widoczny był jego talent piłkarski. Mieszkał tam z ojcem João, robotnikiem stoczniowym i byłym piłkarzem, matką Migeuliną, ekspedientką, z wykształcenia pielęgniarką oraz dwójką starszego rodzeństwa, bratem Roberto i siostrą Deisi. Grał wtedy również w futsal.
Brat Roberto de Assis Moreira był zawodowym piłkarzem. Grał m.in. we Francji. Dzięki jego zarobkom cała rodzina przeniosła się z dzielnicy biedoty do luksusowej willi z basenem. Właśnie w tym basenie João zmarł na zawał mięśnia sercowego. Ronaldinho miał 8 lat w chwili śmierci swojego ojca. Od tego momentu bardzo zżył się ze swoją matką Migueliną, natomiast rolę ojca rodziny przejął starszy brat, Roberto. Ten z kolei, gdy musiał przedwcześnie zakończyć karierę piłkarską z powodu kontuzji, został agentem utalentowanego młodszego brata.
25 stycznia 2005 roku na świat przyszedł João – syn Ronaldinho i Janainy Natielle Viany Mendes. Dziecko dostało imię po zmarłym dziadku.
Pod koniec 2006 roku Ronaldinho otworzył w São Paulo „Instytut Ronaldinho”, gdzie dzieci z ubogich rodzin mogą doskonalić swoje umiejętności piłkarskie.
Po tym, jak były piłkarz z bratem bezprawnie, bez zezwolenia, wybudowali platformę rybacką w obszarze chronionym, zostali ukarani karą finansową w wysokości 2 milionów dolarów. W związku z nieudaną próbą wyegzekwowania zapłaty, otrzymali zakaz opuszczania kraju, a także zatrzymano ich paszporty. 6 marca 2020 roku Ronaldinho wraz ze swoim bratem został aresztowany i osadzony w paragwajskim więzieniu za posługiwanie się fałszywym paszportem. Ronaldinho przebywał w Paragwaju w celu promowania swojej biografii „Gêmio en vida”. Piłkarz spędził w paragwajskim więzieniu miesiąc, po czym po wpłaceniu 800 tysięcy dolarów kaucji został przeniesiony do aresztu domowego. Po niemal pół roku sąd zgodził się na warunkowe zawieszenie i po wpłacie 90 tys. dolarów przez Ronaldinho umożliwił mu opuszczenie Paragwaju. W 2023 poszukiwany przez policję w związku z oszustwami dotyczącymi tzw. kryptowalut.

## Kariera piłkarska
Talent Brazylijczyka został zauważony przez działaczy Grêmio Porto Alegre i właśnie w tym klubie Ronaldinho zaczął stawiać swoje pierwsze piłkarskie kroki. Warto wspomnieć tu o dość niecodziennym zdarzeniu – w jednym ze spotkań drużyn młodzieżowych strzelił 23 bramki w tym 2 bezpośrednio z rzutów rożnych. Ronaldinho swoje pierwsze trofeum zdobył na Mistrzostwach Świata do lat 17, przy okazji zostając królem strzelców. Dzięki tak obiecującym początkom kariery, nie musiał długo czekać na debiut w seniorskiej reprezentacji. U boku największych gwiazd brazylijskiej piłki zagrał przeciwko Łotwie w wygranym przez Brazylijczyków meczu 3:0. W 1999 pojechał na turniej Copa America, wygrany przez Canarinhos, gdzie w 4 meczach strzelił jedną bramkę (bramka zdobyta w meczu przeciwko Wenezueli). Gaucho tak mocno oczarował fanów Grêmio swymi umiejętnościami i charakterem, że działacze klubu nie chcieli dopuścić do jego transferu w obawie przed fanatycznymi kibicami. Jednak w 2001 roku Ronaldinho przeszedł do Paris Saint-Germain za 9 mln euro. Brazylijczyk miał możliwość przejścia do klubów znacznie potężniejszych, choćby Barcelony, Realu czy Interu Mediolan. Decyzja jednak okazała się trafna, młody zawodnik grał na tyle dobrze, że uzyskał powołanie do reprezentacji od Luiza Felipe Scolariego, dzięki czemu mógł zadebiutować na mistrzostwach świata. Na boiskach Japonii i Korei canarinhos zostali mistrzami świata, a Ronaldinho znacząco przyczynił się do tego sukcesu.
Świetny występ na Mundialu spowodował, że o pozyskanie Brazylijczyka zaczęły starać się najlepsze wówczas kluby piłkarskie w Europie. Walkę o Ronaldinho stoczyły Manchester United, Real Madryt i FC Barcelona. Angielski klub potrzebował następcy dla Davida Beckhama, Real szukał kolejnej gwiazdy, a Barca musiała się wzmocnić po nieudanym sezonie. Ostatecznie Brazylijczyk zawitał do klubu ze stolicy Katalonii, a do kasy paryskiego klubu wpłynęło 32,25 mln euro. Jak nietrudno było przewidzieć, szybko stał się gwiazdą drużyny. W swoim pierwszym sezonie (2003/2004) zdobył 15 goli, jednak to nie zdobywanie bramek było jego najważniejszym zadaniem, tylko finezja. W następnym sezonie prezes, Joan Laporta, dokonał transferów znacząco wzmacniających skład drużyny. Postawa Ronaldinho i całego zespołu doprowadziły do mistrzostwa Hiszpanii w sezonie 2004/2005.
W sezonie 2005/2006 FC Barcelona ponownie zdobyła mistrzostwo Hiszpanii oraz odniosła triumf w Lidze Mistrzów. Ronaldinho odegrał bardzo ważną rolę strzelając m.in. 2 bramki Realowi Madryt w derbach Hiszpanii (Real Madryt 0:3 FC Barcelona). W następnym sezonie (2006/2007) była bardzo zaciekła walka o mistrzostwo Hiszpanii i w pierwszej połowie sezonu Ronaldinho starał się jak mógł i nawet pod nieobecność Eto’o walczył o tytuł najlepszego strzelca, ale gdy kameruński piłkarz wrócił, a zarazem dołączył Messi (około początku drugiej połowy sezonu), bardzo dobrze asystował kolegom z drużyny. W marcu doznał kontuzji i nie zagrał do końca sezonu 2007/2008. Sugerowano również, że brak Brazylijczyka w składzie spowodowany był słabą formą.
Od początku sezonu 2008/2009, Ronaldinho występował w zespole A.C. Milan. Pierwszą bramkę dla „rossonerich”, strzelił w derbowym spotkaniu przeciwko drużynie Inter Mediolan – 28 września, wygranym 1:0.
Podczas przerwy zimowej sezonu 2010/2011 Ronaldinho zmienił klub na CR Flamengo. Wartość odstępnego wynosiła 3 mln euro. 31 maja 2012 z powodu zaległości finansowych klubu wobec niego, drogą sądową rozwiązał kontrakt. Cztery dni później został zawodnikiem Atlético Mineiro. 5 września 2014 r. podpisał kontrakt z meksykańskim zespołem Querétaro FC. Później występował jeszcze we Fluminense FC. 16 stycznia 2018 poinformował o przejściu na sportową emeryturę.

## Kluby

### Gremio Porto Alegre
Profesjonalna kariera Ronaldinho Gaúcho w barwach Grêmio Foot-Ball Porto Alegrense rozpoczęła się w 1998 roku, ale młody Ronaldo zaczął występować w drużynach juniorskich tego klubu już w wieku sześciu lat. Tam jako trzynastolatek dokonał rzadkiego wyczynu: w jednym meczu strzelił 23 gole, w tym trzy bezpośrednio z rzutów rożnych.
Debiut w pierwszej drużynie Grêmio przypadł na mecz w ramach Copa Libertadores 1998. Miał już wówczas za sobą dobre występy w Mistrzostwach Świata U-17. Rok później zadebiutował w reprezentacji Brazylii.

### Paris Saint-Germain
W 2001 roku Ronaldinho przenosi się do Europy, aby grać we francuskim Paris Saint-Germain. Transfer do PSG kosztował Francuzów 9 milionów euro, a menedżerem piłkarza był jego brat Roberto. Pomimo usilnych starań piłkarzowi nie udaje się poprowadzić zespołu do sukcesów z powodu braku wsparcia u partnerów z boiska. W 2002 roku jako gracz paryskiego zespołu jedzie na Mistrzostwa Świata w Korei i Japonii w roku 2002. Z drużyną Brazylii prowadzoną przez Luiza Felipe Scolarego wygrywa turniej pokonując w finale Niemcy.

### FC Barcelona

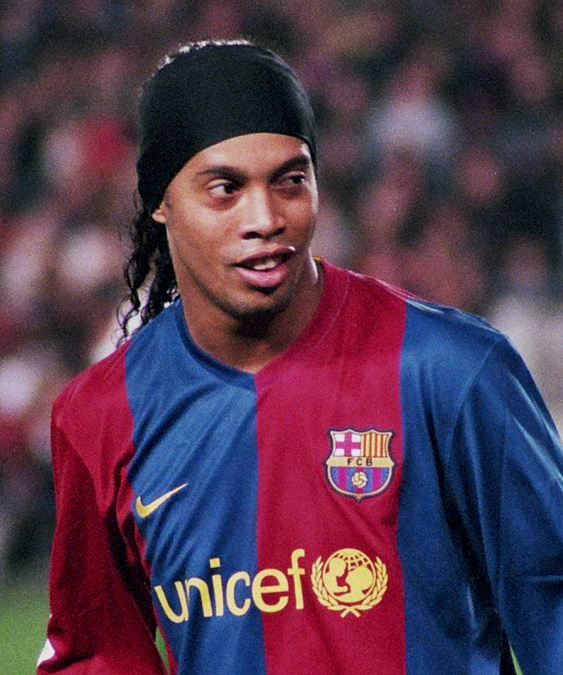
Ronaldinho w barwach FC Barcelony

Z przejściem Ronaldinho do katalońskiego klubu było wiele spekulacji. Na początku mówiło się, że piłkarz jest już niemal na 100% piłkarzem Manchesteru United. Potem chciał go sprowadzić Real Madryt. Sam zawodnik mówił, że od dziecka marzył o grze w białych barwach. Wcześniej mówił podobnie o grze w Manchesterze United. Ostateczna wiadomość o podpisaniu kontraktu z FC Barceloną ucieszyła kibiców tego klubu. Transfer piłkarza kosztował kataloński klub 32,25 miliona euro i odbył się w lecie 2003 roku. Po przejściu do Barcelony, chciał go sprowadzić Roman Abramowicz do kupionej niedawno przez siebie Chelsea F.C. Ronaldinho szybko stał się najjaśniejszą gwiazdą Barcelony. Dzięki nieprawdopodobnej technice i finezji stał się ikoną światowego futbolu, a swoich kibiców doprowadzał do szału radości niemal na każdym kontynencie. W grudniu 2004 został zwycięzcą plebiscytu FIFA na Piłkarza Roku. Już pierwszy sezon w nowym klubie był udany. Dzięki wspaniałej grze Ronaldinho i całego zespołu Barça zakończyła sezon w Primera División na drugiej pozycji. Następny sezon był jeszcze lepszy, gdyż Ronaldinho, Deco, Carles Puyol i Samuel Eto’o mogli cieszyć się ze zdobycia mistrzostwa Hiszpanii. W roku 2005 Ronaldinho ponownie został wybrany na Piłkarza Roku a organizacja UEFA dała mu nagrodę. Sezon 2005/2006 był jego najlepszym sezonem w karierze. Z FC Barceloną zdobył mistrzostwo Hiszpanii i wygrał Ligę Mistrzów, natomiast po zakończeniu sezonu zagrał w Mistrzostwach Świata w Niemczech i był podstawowym zawodnikiem reprezentacji Brazylii. Ostatni podpisany kontrakt zawodnika z klubem zawierał klauzulę odejścia 150 milionów euro.

### A.C. Milan

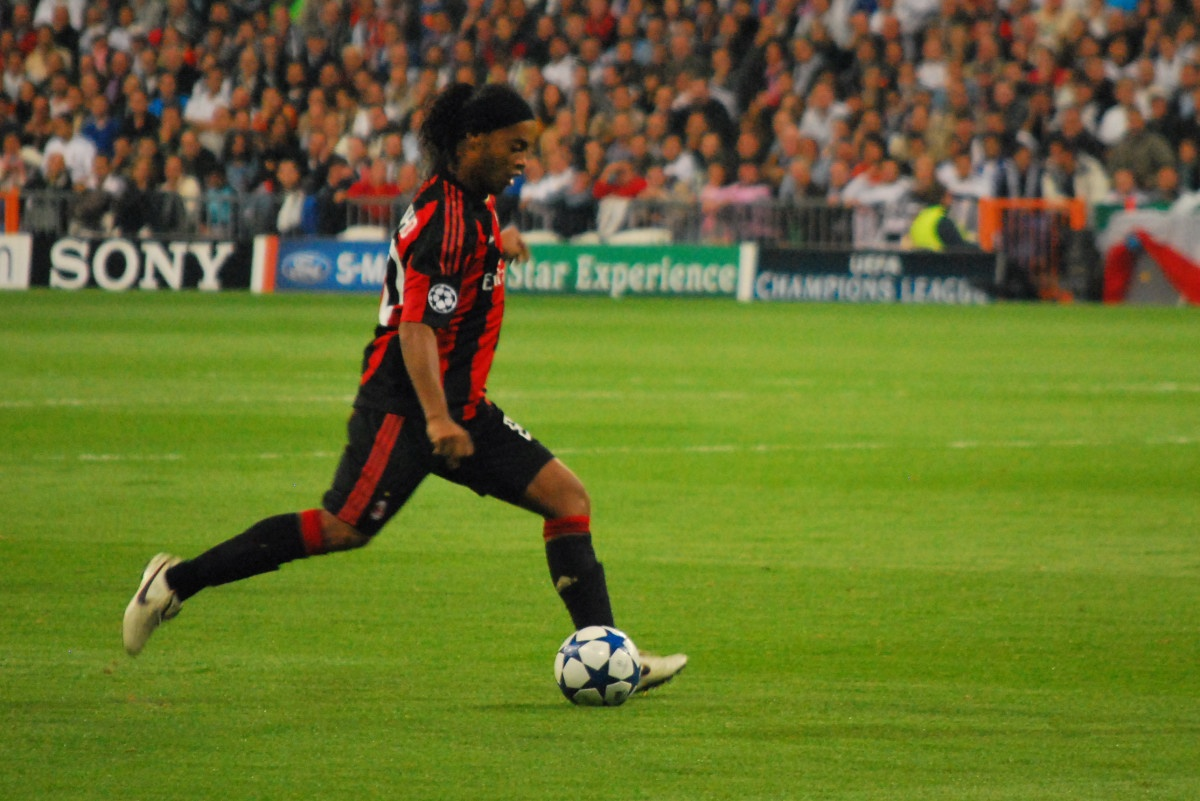
Ronaldinho w barwach A.C. Milan

Od sezonu 2008/09 Brazylijczyk był zawodnikiem zespołu z Mediolanu. Milan zapłacił za Ronaldinho 21 milionów euro. Kwota ta mogła zostać powiększona o kolejne 4 miliony, jeśli zespół z San Siro w przyszłym sezonie zakwalifikowałby się do rozgrywek Ligi Mistrzów. Ronaldinho zadebiutował w nowym klubie 31 sierpnia 2008 roku w przegranym 2:1 meczu przeciwko Bologni, zaś swoją pierwszą bramkę w barwach „Rossonerich” strzelił po dośrodkowaniu swojego kolegi z kadry narodowej Kaki, w meczu derbowym przeciwko Interowi, w którym podopieczni Carla Ancelottiego wygrali 1:0. Łącznie w Milanie rozegrał 116 spotkań i strzelił 29 bramek. 17 stycznia 2010 roku w wygranym 4:0 meczu z AC Siena strzelił swojego pierwszego w nowym klubie hat-tricka.

### Flamengo

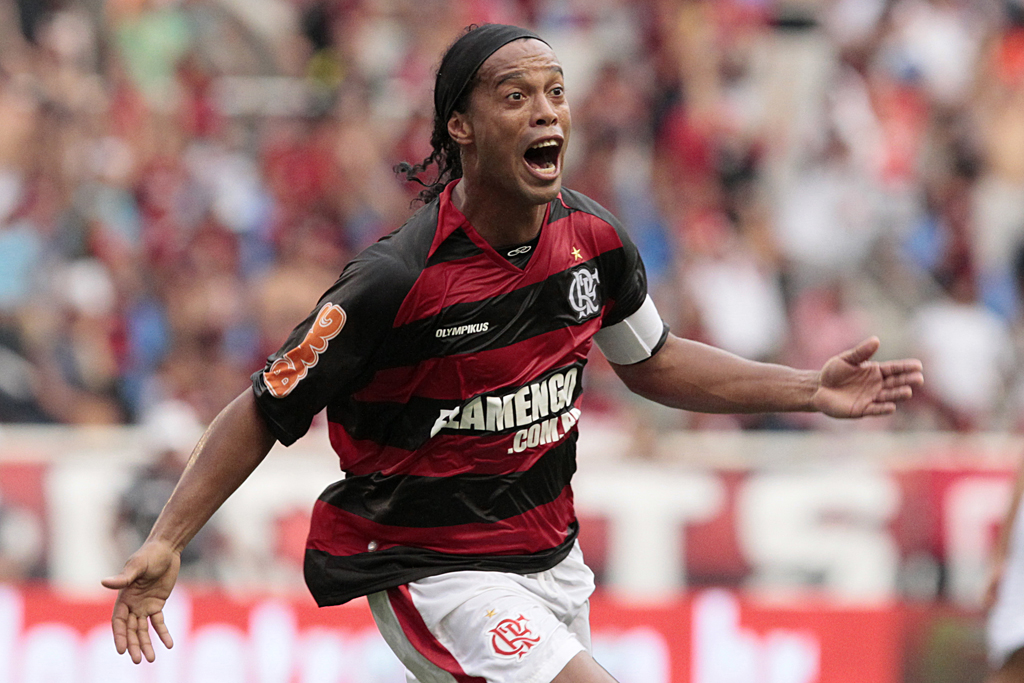
Ronaldinho w barwach Flamengo

Pod koniec 2010 roku Ronaldinho został sprzedany do Flamengo za 3 mln euro, gdzie został od razu kapitanem drużyny. Ronaldinho zadebiutował w koszulce Flamengo 2 lutego 2011 w wygranym meczu z Novą Iguaçą (1:0). Jedynym sukcesem w drużynie z Rio de Janeiro jest wygranie mistrzostwa stanu Rio de Janeiro w 2011 roku.

### Atlético Mineiro
4 czerwca 2012 Ronaldinho podpisał półroczny kontrakt z Atlético Mineiro, w nowej drużynie zadebiutował 10 czerwca w wygranym 1:0 meczu przeciwko SE Palmeiras. Swojego pierwszego hat-tricka w nowym klubie strzelił 6 października 2012 w meczu przeciwko Figueirense. 29 listopada przedłużył kontrakt z klubem do końca 2013 roku. 24 lipca 2013 wygrał Copa Libertadores, pokonując w dwumeczu paragwajski zespół Club Olimpia.

### Querétaro
5 września 2014 Ronaldinho jako wolny zawodnik podpisał dwuletnią umowę z meksykańskim Querétaro FC, o czym poinformował na Twitterze Olegario Vázquez Aldir, prezes właściciela klubu – przedsiębiorstwa Grupo Imagen. W nowym klubie zagwarantowano mu roczną pensję w wysokości dwóch milionów dolarów. W drużynie Querétaro zawodnik wybrał numer 49 na koszulce.
W Querétaro Ronaldinho zadebiutował 17 września 2014 w przegranym 0:1 spotkaniu z Tigres UANL w ramach krajowego pucharu (Copa MX), kiedy to wystąpił w pełnym wymiarze czasowym i nie wykorzystał rzutu karnego. W lidze meksykańskiej (Liga MX) pierwszy mecz rozegrał natomiast cztery dni później, przeciwko Chivas de Guadalajara, strzelając gola z rzutu karnego i notując asystę przy trafieniu Camilo Sanvezzo, a Querétaro wygrało ostatecznie 4:1. W wiosennym sezonie Clausura 2015 zdobył ze swoją drużyną wicemistrzostwo Meksyku, a niecały miesiąc później rozwiązał swoją umowę z Querétaro.

### Fluminense
12 lipca 2015 roku podpisał 1,5-roczny kontrakt z klubem Fluminense FC, mimo że pod koniec czerwca wyraził zgodę na transfer do Antalyasporu. 29 września 2015 po 9 rozegranych meczach w barwach Fluminense postanowił rozwiązać kontrakt z klubem.
W 2018 roku brazylijski piłkarz postanowił zakończyć karierę.

### Styl gry
Dzięki swojej zdolności wykończenia akcji był w stanie grać na kilku pozycjach ofensywnych, na skrzydle lub na pozycji centralnej. W całej swojej karierze był ustawiany jako napastnik czy skrzydłowy, choć zwykle grał jako klasyczna „10” w roli ofensywnego pomocnika. Był jednym z najlepszych przedstawicieli sztuczki tzw. „elastico”, czyli dzisiejszego „flip flapu” którego nauczył się, oglądając filmy jednego ze swoich idoli, brazylijskiej gwiazdy Rivelino z lat 70. Ronaldinho był także krytykowany w mediach za brak dyscypliny na treningach, a także jego hedonistyczny styl życia poza boiskiem, co zdaniem niektórych ekspertów miało wpływ na ogólną długość jego kariery piłkarskiej.

### Występy klubowe
| Klub                | Sezon             | Liga    | Liga | Liga   | Puchary | Puchary | Puchary | Kontynentalne | Kontynentalne | Kontynentalne | Inne    | Inne | Inne   | Ogółem  | Ogółem | Ogółem |
| Klub                | Sezon             | Występy | Gole | Asysty | Występy | Gole    | Asysty  | Występy       | Gole          | Asysty        | Występy | Gole | Asysty | Występy | Gole   | Asysty |
| ------------------- | ----------------- | ------- | ---- | ------ | ------- | ------- | ------- | ------------- | ------------- | ------------- | ------- | ---- | ------ | ------- | ------ | ------ |
| Grêmio              | 1998              | 14      | 1    | 0      | 2       | 0       | 0       | 15            | 3             | 2             | 17      | 4    | --     | 48      | 8      | 2      |
| Grêmio              | 1999              | 17      | 6    | 0      | 3       | 0       | 0       | 4             | 2             | --            | 24      | 15   | --     | 48      | 23     | 0      |
| Grêmio              | 2000              | 21      | 14   | 0      | 6       | 6       | 0       | --            | --            | --            | 22      | 21   | --     | 49      | 41     | 0      |
| Grêmio              | Ogółem            | 52      | 21   | 0      | 11      | 6       | 0       | 19            | 5             | 2             | 63      | 40   | --     | 145     | 72     | 2      |
| Paris Saint-Germain | 2001–02           | 28      | 9    | 8      | 6       | 2       | 0       | 14            | 2             | 2             | --      | --   | --     | 48      | 13     | 10     |
| Paris Saint-Germain | 2002–03           | 27      | 8    | 6      | 7       | 3       | 0       | 4             | 1             | 2             | --      | --   | --     | 38      | 12     | 8      |
| Paris Saint-Germain | Ogółem            | 55      | 17   | 11     | 13      | 5       | 0       | 20            | 3             | 4             | --      | --   | --     | 86      | 25     | 18     |
| FC Barcelona        | 2003–04           | 32      | 15   | 11     | 6       | 3       | 1       | 7             | 4             | 2             | 13      | 2    | --     | 58      | 24     | 14     |
| FC Barcelona        | 2004–05           | 35      | 9    | 16     | 0       | 0       | 0       | 7             | 4             | 4             | --      | --   | --     | 42      | 13     | 20     |
| FC Barcelona        | 2005–06           | 29      | 17   | 15     | 4       | 1       | 1       | 12            | 7             | 5             | 14      | 4    | --     | 59      | 29     | 21     |
| FC Barcelona        | 2006–07           | 32      | 21   | 10     | 6       | 0       | 3       | 11            | 3             | 3             | 8       | 5    | --     | 57      | 29     | 16     |
| FC Barcelona        | 2007–08           | 17      | 8    | 7      | 6       | 0       | 0       | 8             | 1             | 2             | 7       | 3    | --     | 38      | 12     | 9      |
| FC Barcelona        | Ogółem            | 145     | 70   | 59     | 22      | 4       | 5       | 45            | 19            | 16            | 42      | 14   | --     | 254     | 107    | 80     |
| A.C. Milan          | 2008–09           | 29      | 8    | 5      | 1       | 0       | 1       | 6             | 2             | 2             | 7       | 1    | --     | 43      | 11     | 8      |
| A.C. Milan          | 2009–10           | 36      | 12   | 16     | 0       | 0       | 0       | 7             | 3             | 1             | 14      | 2    | --     | 57      | 17     | 17     |
| A.C. Milan          | 2010–11           | 11      | 0    | 3      | 0       | 0       | 0       | 5             | 1             | 1             | --      | --   | --     | 16      | 1      | 4      |
| A.C. Milan          | Ogółem            | 76      | 20   | 24     | 1       | 0       | 1       | 18            | 6             | 4             | 21      | 3    | --     | 116     | 29     | 29     |
| CR Flamengo         | 2011              | 31      | 14   | 7      | 5       | 1       | 1       | 3             | 2             | 0             | 13      | 4    | 0      | 52      | 21     | 8      |
| CR Flamengo         | 2012              | 2       | 1    | 0      | 0       | 0       | 0       | 8             | 2             | 7             | 9       | 4    | 0      | 19      | 7      | 7      |
| CR Flamengo         | Ogółem            | 33      | 15   | 7      | 5       | 1       | 1       | 11            | 4             | 7             | 21      | 8    | 0      | 71      | 28     | 15     |
| Atlético Mineiro    | 2012              | 8       | 7    | 5      | 0       | 0       | 0       | 0             | 0             | 0             | 0       | 0    | 0      | 24      | 7      | 5      |
| Atlético Mineiro    | Ogółem            | 8       | 7    | 5      | 0       | 0       | 0       | 0             | 0             | 0             | 0       | 0    | 0      | 24      | 7      | 5      |
| Ogółem w karierze   | Ogółem w karierze | 385     | 154  | 109    | 73      | 16      | 7       | 113           | 37            | 31            | 156     | 65   | 0      | 693     | 269    | 149    |

## Reprezentacja

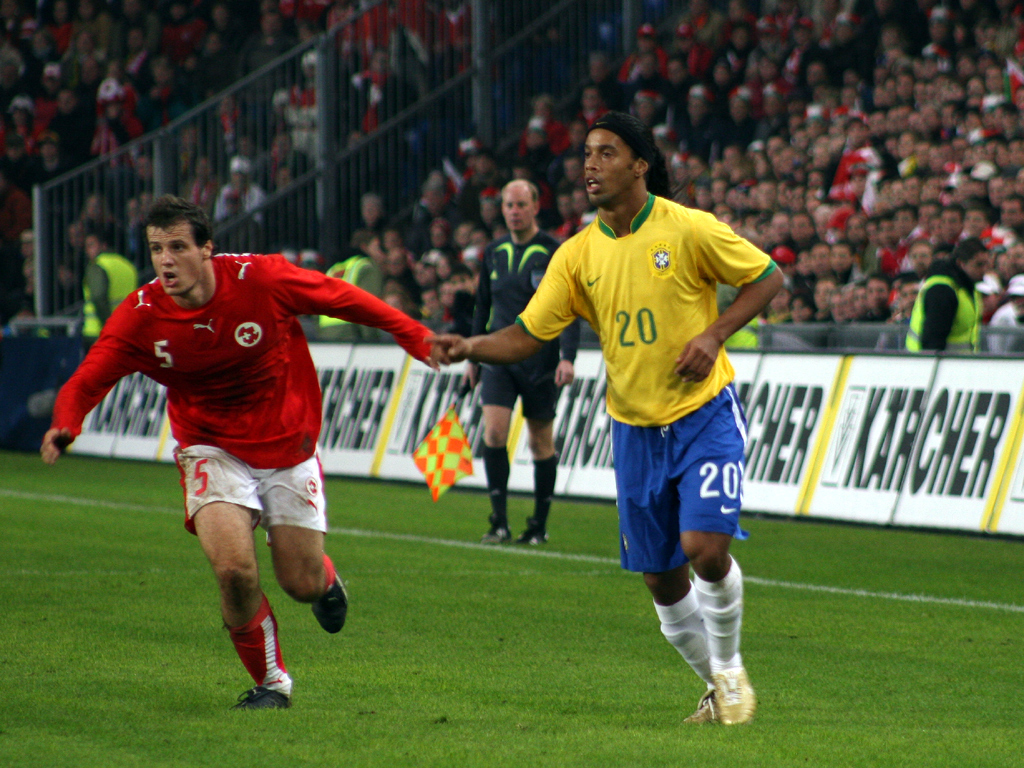
Xavier Margairaz i Ronaldinho podczas meczu Szwajcaria v Brazylia (1:2)

Z reprezentacją Brazylii U-17 zdobył mistrzostwo świata do lat 17 (został także królem strzelców tego turnieju). W dorosłej reprezentacji debiutował w 1999 roku w meczu przeciwko Łotwie (3:0), a pierwszego gola zdobył w meczu z Wenezuelą.
Ronaldinho brał udział w mistrzostwach świata w roku 2002. Wystąpił w 5 meczach i strzelił 2 bramki (w meczach przeciwko Chinom i Anglii). W meczu z Anglią – prócz zdobycia bramki z około 40 m (przelobował bramkarza) – został również ukarany czerwoną kartką, co wykluczyło go z udziału w półfinale. Jednak Ronaldinho wystąpił w meczu finałowym przeciwko Niemcom wygranym przez Brazylię 2:0. Zagrał też na mistrzostwach świata w Niemczech. W towarzyskim meczu z Chile 24 marca 2007 wygranym przez Brazylię 4:0 zdobył dwie bramki. W 2008 roku został dodatkowo włączony do kadry U-23 prowadzonej przez Carlosa Dungę na igrzyska olimpijskie w Pekinie, gdzie razem z reprezentacją Brazylii zdobył brązowy medal. Ronaldinho nie został powołany na mistrzostwa świata w 2010 w Południowej Afryce. Powrócił do reprezentacji gdy trenerem canarinhos został Mano Menezes. Pierwszy mecz pod wodzą nowego trenera zagrał, po ponad półtorarocznej przerwie, 17 listopada 2010 w meczu przeciwko Argentynie.

## Poza piłką nożną
Ronaldinho wspierał wiele firm, w tym Nike, Pepsi, Coca-Cola, EA Sports, Gatorade i Danone. Jego wizerunek pojawił się w serii gier wideo FIFA EA Sports, pojawiającej się na okładce FIFA Football 2004, FIFA 06, FIFA 07, FIFA 08 i FIFA 09. Pełni oficjalną rolę ambasadora Funduszu Narodów Zjednoczonych na rzecz Dzieci, od lutego 2017 roku. W marcu 2015 był szóstym najpopularniejszym sportowcem na Facebooku za Cristiano Ronaldo, Lionelem Messim, Davidem Beckhamem, Neymarem i Kaká, z 31 milionami fanów na Facebooku. Jego profil na Instagramie obserwuje ponad 50 milionów ludzi.

## Osiągnięcia

### Paris Saint-Germain
- Puchar Intertoto UEFA: 2001

### FC Barcelona
- Mistrzostwo Hiszpanii: 2004/2005, 2005/2006
- Superpuchar Hiszpanii: 2005, 2006
- Liga Mistrzów: 2005/2006

### A.C. Milan
- Serie A: 2010/2011

### Flamengo
- Campeonato Carioca: 2011
- Taça Guanabara: 2011
- Taça Rio: 2011

### Atlético Mineiro
- Copa Libertadores: 2013
- Campeonato Mineiro: 2013
- Recopa Sudamericana: 2014

### Reprezentacja Brazylii
- Mistrzostwa świata w piłce nożnej mężczyzn: 2002
- Copa América: 1999
- Puchar Konfederacji w piłce nożnej: 2005
- Wicemistrz Pucharu Konfederacji: 1999
- 3. miejsce w Letnich Igrzyskach Olimpijskich: 2008
- 3. miejsce w Mistrzostwach Ameryki Południowej U-20: 1999
- Mistrzostwa świata U-17 w piłce nożnej: 1997
- Mistrzostwa Ameryki Południowej U-17 w piłce nożnej: 1997

### Indywidualne
- Najlepszy piłkarz La Liga: 2003/2004, 2005/2006
- Najlepszy piłkarz Ligi Mistrzów: 2005/2006
- Najlepszy napastnik Ligi Mistrzów: 2004/2005
- Najlepszy południowoamerykański piłkarz La Liga: 2003/2004
- Król strzelców Pucharu Konfederacji: 1999
- Najlepszy piłkarz Pucharu Konfederacji: 1999
- Brązowa piłka Klubowych Mistrzostw Świata w Piłce Nożnej: 2006
- Obcokrajowiec roku La Liga: 2004, 2006
- Złota Piłka: 2005
- Piłkarz Roku FIFA: 2004, 2005
- Wicekról strzelców Ligi Mistrzów: 2005/2006
- Golden Foot: 2009
- Piłkarz dekady według World Soccer
- Najlepsza jedenastka Campeonato Brasileiro Série A: 2011[30], 2012[31]
- Najlepszy napastnik Ligue 1: 2002
- Najlepszy strzelec klubowych mistrzostw świata: 2013